# Croix Rampau
La Croix Rampau, avec ses 464 mètres d'altitude, est un des sommets des monts d'Or, au nord-ouest de Lyon. Elle est située sur le territoire de la commune de Poleymieux-au-Mont-d'Or.
Depuis la table d'orientation, on découvre par temps clair les Alpes, la Dombes, la vallée de la Saône, le Beaujolais et la Bresse. Ce belvédère est accessible par un sentier. Il constitue un point de passage pour de nombreuses manifestations sportives régionales (randonnée pédestre, trail, VTT, enduro...). Le site est protégé depuis le 12 mai 1941.

## Curiosités
- Le physicien Ampère venait parfois se promener ici, près du moulin à vent, dont il ne reste aujourd'hui plus que les ruines de la tour.
- Une borne blanche marque le sommet du mont.

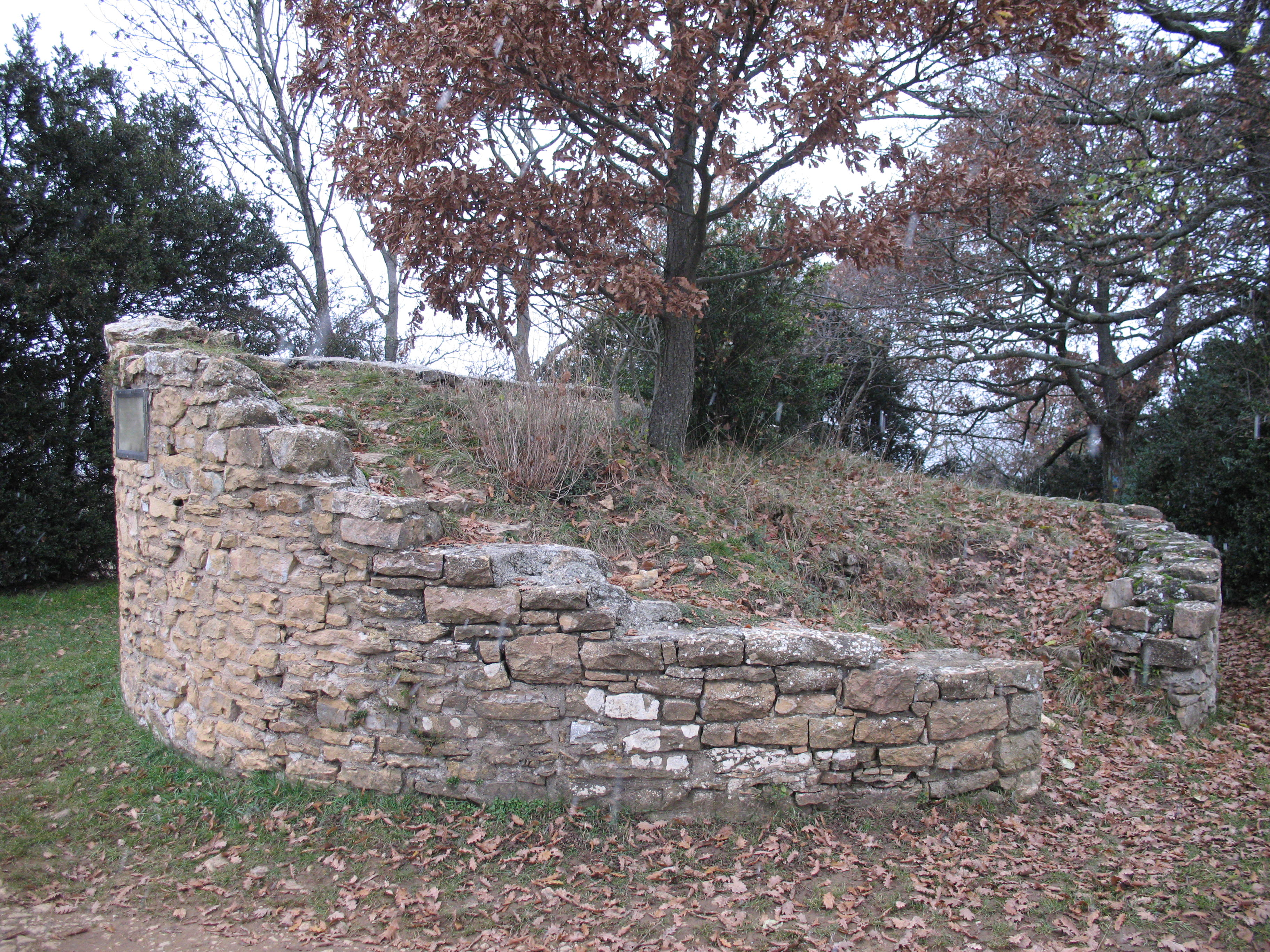
Ruines du moulin à vent de la Croix Rampau
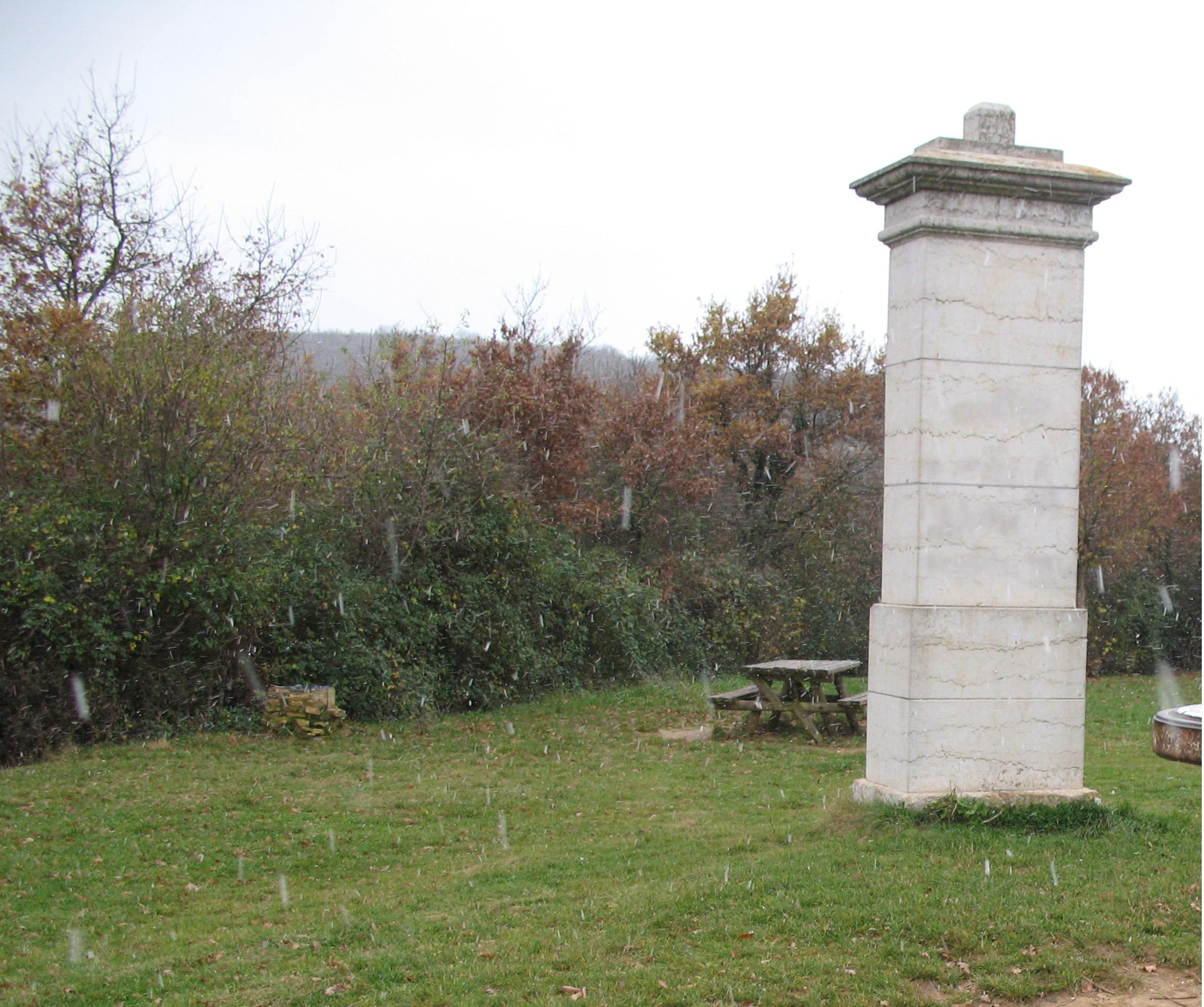
Croix sommitale en calcaire gris des monts d'Or
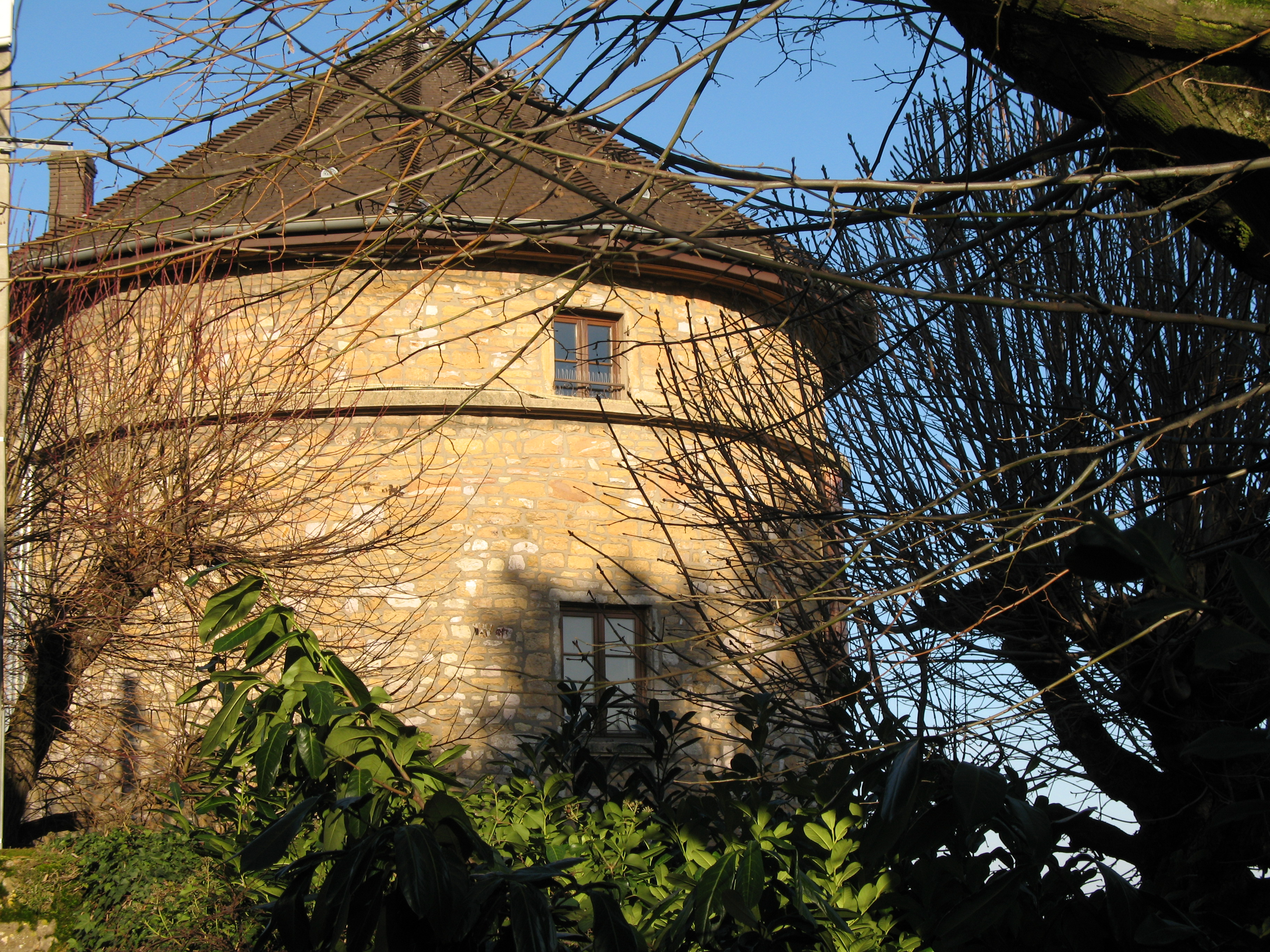
Tour Rissler, au sud-ouest de la Croix Rampau

## Vol libre

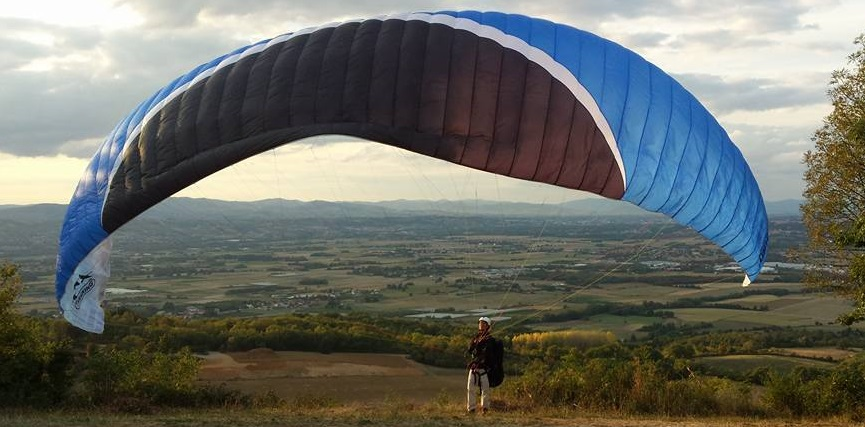
Une aire de décollage de parapentes, orientée face au nord, a été aménagée au sommet de la Croix-Rampau.

Une aire de décollage pour les parapentistes a été aménagée sur ce site en 2009. Géré par les membres du club lyonnais de vol libre Taille-Vent, c'est un décollage exploitable par vent de secteur nord, assez technique du fait de son étroitesse et réservé aux pilotes expérimentés.